# DR-Baureihe ET 51.1
Die Fahrzeuge der DR Baureihe ET 51.1 waren elektrische Triebwagen der Deutschen Reichsbahn für den Eilzugverkehr in Schlesien.

## Geschichte
Die Triebwagen der Baureihe ET 51.1 wurden aus der Vorgänger-Baureihe ET 51 weiterentwickelt, welche 1934 speziell für den Einsatz im schlesischen Netz konstruiert worden waren. Die neuen Triebwagen unterschieden sich von ihren Vorgängern vor allem durch eine veränderte elektrische Ausrüstung, eine höhere Leistung und durch eine geringere Dienstmasse. Äußerlich besaßen die Fahrzeuge nun glatte Außenwände ohne eingezogene Einstiegsbereiche, was ihnen ein deutlich moderneres Aussehen verlieh. Sie verfügten außerdem über besondere Post- und Zollräume für den grenzüberschreitenden Verkehr nach Meziměstí / Halbstadt, die bei Ablieferung aber nicht mehr notwendig waren.
Die Linke-Hofmann-Werke in Breslau fertigten den mechanischen Teil, für die Lieferung der elektrischen Komponenten war die BBC verantwortlich. Im Jahr 1939 wurden die vier Einheiten aus Trieb- und Steuerwagen an die Deutsche Reichsbahn abgeliefert.
ET 51 11–13 befanden sich bei Kriegsende im Bahnbetriebswerk Hirschberg, wo sie 1945 als Reparationsgut von der Sowjetunion beschlagnahmt wurden. ET 51 14 war ab 4. April 1945 beim Bahnbetriebswerk Leipzig Hbf West beheimatet und kam im August 1946 auch in die Sowjetunion. Die vier Triebwagen wurden in der Sowjetunion zerlegt, Motoren und Transformatoren kamen 1952/53 in die DDR zurück. Einzig der Steuerwagen ES 51 11 kam zur Deutschen Bundesbahn. Dieser wurde fortan im Stuttgarter Vorortverkehr eingesetzt und später zum ES 65.33 umgebaut.

## Einsatz
Die ET 51 wurden vorrangig im Eilzugverkehr auf der Schlesischen Gebirgsbahn zwischen Görlitz und Breslau Freiburger Bahnhof verwendet. Belegt sind jedoch auch Einsätze im Personenzugverkehr, etwa auf der Verbindung Nieder Salzbrunn–Halbstadt. Beheimatet waren sie in Halbstadt.